# حسين علي (جودوكا)
حسين علي حسين العامري (مواليد 24 نوفمبر 1990) لاعب جودو عراقي. نافس في دورة الألعاب الأولمبية الصيفية 2016 في حدث 81 كغم للرجال، والذي أقصي فيه بول كيبيكاي في الجولة الثانية.